# Liste des US Routes dans l'État de Washington
Les US Routes dans l'État de Washington font partie du réseau des US Routes. Celles-ci sont entretenues par le Washington State Department of Transportation (WSDOT).

## Liste
| Numéro | Longueur (mi) | Longueur (km) | Terminus sud / ouest                                      | Terminus nord / est                             | Créée | Notes |
| ------ | ------------- | ------------- | --------------------------------------------------------- | ----------------------------------------------- | ----- | ----- |
| US 2   | 326,34        | 525,19        | SR 529 à Everett                                          | US 2 à la frontière de l'Idaho à Newport        | 1946  |       |
| US 12  | 430,52        | 692,85        | US 101 à Aberdeen                                         | US 12 à la frontière de l'Idaho à Clarkston     | 1967  |       |
| US 97  | 321,60        | 517,57        | US 97 à la frontière de l'Oregon à Maryhill               | BC 97 à la frontière canadienne près d'Oroville | 1926  |       |
| US 101 | 365,56        | 588,31        | US 101 à la frontière de l'Oregon à Megler                | I-5 à Tumwater                                  | 1926  |       |
| US 195 | 93,37         | 150,26        | US 195 à la frontière de l'Idaho près d'Uniontown         | I-90 / US 2 / US 395 à Spokane                  | 1926  |       |
| US 197 | 2,76          | 4,44          | US 197 à la frontière de l'Oregon à Dallesport            | SR 14 près de Dallesport                        | 1952  |       |
| US 395 | 275,00        | 442,57        | I-82 / US 395 à la frontière de l'Oregon près de Plymouth | BC 395 à la frontière canadienne à Laurier      | 1926  |       |
| US 730 | 6,08          | 9,78          | US 730 à la frontière de l'Oregon près de Wallula         | US 12 près de Wallula                           | 1926  |       |
|        |               |               |                                                           |                                                 |       |       |